# SCNN1A
SCNN1Aは、脊椎動物の上皮性ナトリウムチャネル（ENaC）のαサブユニットをコードする遺伝子である。ENaCは3つの相同なサブユニット（αβγまたはδβγ）からなるヘテロ三量体として組み立てられる。ENaCの他のサブユニットは、SCNN1B、SCNN1G、SCNN1Dによってコードされる。
ENaCは上皮細胞で発現しており、神経細胞で活動電位の形成に関与する電位依存性ナトリウムチャネルとは異なる。電位依存性ナトリウムチャネルをコードする遺伝子の略称はSCNの3文字で始まる。これらのナトリウムチャネルとは対照的に、ENaCは恒常的に活性化されており、電位に依存しない。遺伝子名の2番目のNは電位非依存性（NON-voltage-gated）のチャネルであることを表している。
ほとんどの脊椎動物において、ナトリウムイオンは細胞外液の浸透圧を決定する主要な因子である。ENaCは、タイト上皮（tight epithelia）と呼ばれる透過性の低い上皮細胞の細胞膜を挟んだナトリウムイオンの輸送を可能にする。上皮細胞との間でのナトリウムイオンの流れは細胞外液の浸透圧に影響を与える。このように、ENaCは体液の調節と電解質の恒常性に中心的な役割を果たし、結果的に血圧に影響を与える。
ENaCはアミロライドによって強く阻害されるため、アミロライド感受性ナトリウムチャネル（amiloride-sensitive sodium channel）とも呼ばれる。

## 歴史
ENaCのαサブユニットをコードするmRNAは、2つの独立したグループによってラット結腸cDNAライブラリのスクリーニングから単離された。

## 遺伝子構造
ヒトのSCNN1A遺伝子は12番染色体の短腕12p13に位置している。ヒトのSCNN1A遺伝子には13個のエクソンが含まれ、長さは約29 kbである。タンパク質をコードする領域はエクソン2から13に位置している。イントロンの位置はヒトのENaCの4つの遺伝子すべてで保存されている。イントロンの位置は脊椎動物の間でも高度に保存されている。
ヒトの肺と腎臓で発現しているαサブユニットのmRNAの解析により、SCNN1A遺伝子は選択的スプライシングによる転写産物と複数の翻訳開始部位が存在することが示された。これらから翻訳されたアイソフォームはその活性が異なる。

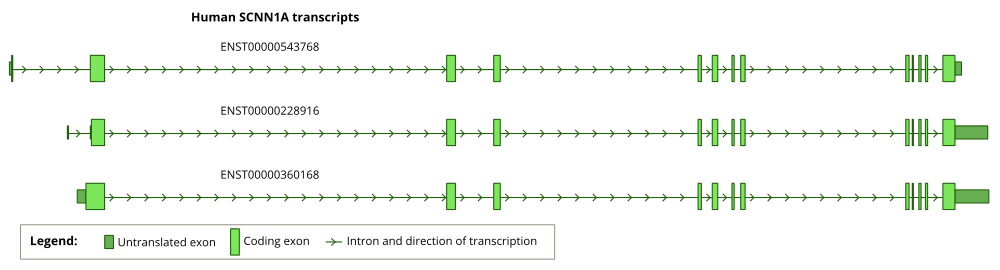
SCNN1Aの3つの転写産物のエクソン-イントロン構造。各転写産物のシリアル番号が示されている。画像のクリックでEnsemblデータベースへ移動する。

## 組織特異的発現
SCNN1A、SCNN1BとSCNN1Gは、水の透過性の低いタイト上皮で一般的に発現している。ENaCが発現している主な器官には、腎臓の尿細管上皮、気道、女性器、精巣（精細管の精原細胞、セルトリ細胞、精子）、結腸、唾液腺などがある。皮膚では、SCNN1Aは表皮のケラチノサイト、皮脂腺、平滑筋細胞で主に細胞質内に発現している。対照的に、エクリン腺ではおもにエクリン管上皮の内腔側に位置している。
ENaCは舌でも発現しており、塩味の知覚に必要不可欠であることが示されている。
ENaCのサブユニットの遺伝子の発現は主に、レニン-アンジオテンシン系によって活性化される鉱質コルチコイドホルモンであるアルドステロンによって調節されている。

## タンパク質構造
ENaCの4種類のサブユニットの一次構造は高度に類似している。これら4種類のタンパク質は共通の祖先に由来するタンパク質ファミリーを構成する。サブユニット間のグローバルアラインメント（タンパク質全長でのアラインメント）では、ヒトのαサブユニットはδサブユニットと34%が同一であり、β、γサブユニットとは26–27%が同一である。
ENaCの4種類のサブユニットにはすべて、膜貫通セグメントを形成する2つの疎水的配列が存在し、それぞれTM1、TM2と呼ばれている。膜結合状態ではTMセグメントは脂質二重層に埋め込まれ、N末端とC末端は細胞内に位置し、2つのTMの間の領域が細胞外領域となる。この細胞外領域には各サブユニットの約70%の残基が含まれる。このように、膜結合状態では各サブユニットの大部分は細胞外に位置している。
ENaCと相同なタンパク質ASIC1の構造が解かれている。ニワトリのASIC1は3つの同一なサブユニットから組み立てれらるホモ三量体構造である。ASIC1三量体は「ボールを持った手」のような構造をしており、ASIC1の各ドメインはpalm、knuckle、finger、thumb、β-ballと名付けられている。ENaCのサブユニットの配列とASIC1の配列とのアラインメントからは、TM1とTM2、palmドメインは保存されており、knuckle、finger、thumbドメインにはENaCでは挿入配列が存在することが明らかにされている。部位特異的変異導入によるENaCの研究からは、ASIC1の構造モデルの基本的特徴の多くはENaCにも同様に適用されるという証拠が得られている。近年ENaCの構造も解明され、ASIC1三量体と類似した構造をしていることが明らかにされた。

## 関連する疾患
SCNN1Aの変異が関係する最も一般的な疾患は偽性低アルドステロン症I型全身型（PHA1B）であり、A. Hanukogluによって常染色体劣性疾患として最初に特徴づけられた。この疾患の患者はアルドステロンに応答することができないため、血清中には高レベルのアルドステロンが存在するにもかかわらずアルドステロン欠乏症の症状を呈し、重度の塩分喪失による死亡リスクが高い。当初、この疾患はアルドステロンを結合する鉱質コルチコイド受容体（NR3C2）の変異によるものであると考えられていた。しかし、11家族の患者のホモ接合性マッピングによって、12p13.1-pterと16p12.2-13の2つの遺伝子座と関係した疾患であることが明らかにされた。前者にはSCNN1Aが、後者にはSCNN1BとSCNN1Gがそれぞれ位置している。患者のENaCの遺伝子の配列決定と変異型cDNAの機能的発現の結果から、同定された変異がENaCの活性の喪失をもたらすことが確証された。
PHA1Bの患者の大部分では、ホモ接合型変異または複合ヘテロ接合型の変異が検出される。
SCNN1A遺伝子のナンセンス変異は女性不妊と関係していることが示されている。

## 相互作用
SCNN1Aは次に挙げる因子と相互作用することが示されている。
- NEDD4L[40][41]
- NEDD4[40][42][43]
- ユビキチンC（英語版）[44][45]

## 関連文献
- “Cloning, expression, and tissue distribution of a human amiloride-sensitive Na+ channel”. The American Journal of Physiology 266 (6 Pt 1):  L728–34. (June 1994). doi:10.1152/ajplung.1994.266.6.L728. PMID 8023962.
- “The lung amiloride-sensitive Na+ channel: biophysical properties, pharmacology, ontogenesis, and molecular cloning”. Proceedings of the National Academy of Sciences of the United States of America 91 (1):  247–51. (January 1994). doi:10.1073/pnas.91.1.247. PMC 42924. PMID 8278374.
- “All three WW domains of murine Nedd4 are involved in the regulation of epithelial sodium channels by intracellular Na+”. The Journal of Biological Chemistry 274 (18):  12525–30. (April 1999). doi:10.1074/jbc.274.18.12525. PMID 10212229.
- “Polymorphisms of amiloride-sensitive sodium channel subunits in five sporadic cases of pseudohypoaldosteronism: do they have pathologic potential?”. The Journal of Clinical Endocrinology and Metabolism 84 (7):  2434–7. (July 1999). doi:10.1210/jc.84.7.2434. PMID 10404817.
- “Interaction of syntaxins with the amiloride-sensitive epithelial sodium channel”. The Journal of Biological Chemistry 274 (30):  20812–7. (July 1999). doi:10.1074/jbc.274.30.20812. PMID 10409621.
- “Lung symptoms in pseudohypoaldosteronism type 1 are associated with deficiency of the alpha-subunit of the epithelial sodium channel”. The Journal of Pediatrics 135 (6):  739–45. (December 1999). doi:10.1016/S0022-3476(99)70094-6. PMID 10586178.
- “Multiple WW domains, but not the C2 domain, are required for inhibition of the epithelial Na+ channel by human Nedd4”. The Journal of Biological Chemistry 276 (30):  28321–6. (July 2001). doi:10.1074/jbc.M011487200. PMID 11359767.